# 芭比姐妹與小馬
《芭比姐妹與小馬》（英語：Barbie & Her Sisters in A Pony Tale）是环球影业於2013年10月22日以Blu-ray + DVD的形式發售的錄影帶首映動畫作品。該作由Arc Productions擔任動畫製作，為芭比動畫系列的第26部電影。
台灣於2013年11月15日以DVD的形式由傳訊時代多媒體股份有限公司代理发行。香港於2013年11月19日由洲立影視有限公司代理發行DVD。中国大陆由新汇集团上海声像出版社有限公司出版发行。

## 劇情
芭比和她的姐妹們一起到瑞士的一个山区去度暑假，那里有她們的表親—瑪琳姑媽家所創辦的阿爾卑斯馬術學校。她們各挑選一匹馬作為她們的搭檔進行馬術訓練，可小凱莉想和芭比她們一樣騎大馬，大馬們都因為小凱莉個頭小，所以沒有選擇她做搭檔，最終安排了一匹小馬陪她一起訓練。她們與馬兒朝夕相處，一同在美麗的阿爾卑斯山上接受訓練。芭比在一次訓練中，偶然看到了一匹神秘的长着粉红色鬃毛的馬，回到學校她又發現學校的校徽上畫着她見到的那匹馬。芭比去問艾提安先生有關那匹馬的事，芭比說她見到過那匹馬，但艾提安先生卻說這匹馬不存在，這種馬隻是一個傳說中的古老品種，跳躍力極為高超，是最為聰明和勇敢的馬，因為沒有人抓住過這種馬，也沒有拍下過照片，所以大家都認為這種馬根本就不存在。艾提安先生又說他小時候好像有見到過這種馬，但是艾提安的親弟弟，同時也是另一所馬術學校的教練菲利普卻駁斥他，說他滿口胡言，這隻是童話，從來就沒有高貴駿馬這種品種，並且懷疑芭比是否有見過這匹馬，芭比改口說她怎麼可能見過這種不存在的東西呢。實際上，菲利普在他小時候和艾提安一起合拍的照片上就看見過這種馬，因為他圖謀不軌，所以對大家有所隱瞞。
在一天傍晚，芭比骑着她的馬又一次來到她看見高貴駿馬的地方。在她返回的途中，馬兒被草叢里的動靜給驚嚇到，然後棄芭比而去。芭比發現有狼群出沒，并將她給圍住。關鍵時刻，高貴駿馬飛奔而出，將狼群給趕走了。芭比終於見到了傳說中的高貴駿馬，原來這一切都是真的。第二天早晨，芭比又騎著她的馬去找高貴駿馬，並發現高貴駿馬被亂石壓住了馬蹄。芭比為了救它，試圖讓它放下戒心，然後用木樁翹起石頭救了它，還用自己的圍巾幫它包扎了傷口。芭比慢慢地獲得了駿馬的信任，在駿馬的帶領下，還發現瀑布的岩洞後面還有和它一樣的駿馬，這使得菲利普越發地察覺到駿馬的存在。菲利普為了佔有駿馬，她威脅瑪琳姑媽說如果她的阿爾卑斯馬術學校在這次馬術比賽中輸掉的話，他們就要收購瑪琳姑媽家的馬術學校。為了保住瑪琳姑媽的馬術學校，芭比和她的姐妹們只能孤注一擲，接受菲利普的挑戰。另一方面，思倩在馬術訓練中和自己的搭檔越來越不合拍，芭比教她如何克服困難。一天晚上，菲利普偷偷打開了馬廄的門，小凱莉偷偷溜出晚會，跑到馬廄里想去騎一騎大馬，沒想到第二天需要比賽的馬匹因此而受驚，紛紛逃離了學校。確定小凱莉沒事後，大家連夜去尋找跑掉的馬匹，直到第二天早晨，芭比發現高貴駿馬幫她找到了這些馬。芭比帶着馬群在回去的路上遇到了菲利普，菲利普說出了自己的陰謀和艾提安昨晚被馬踢傷了無法參加比賽的事，芭比只能代替艾提安去參加比賽。在賽場上，芭比騎着高貴駿馬和菲利普他們進行賽馬比賽，其他選手因為遭到菲利普的暗算而被紛紛淘汰，芭比也遭到菲利普的暗算而摔下馬背，之後芭比卸掉高貴駿馬的馬鞍繼續進行比賽，在菲利普快到最後一個障礙的時候，芭比和駿馬追趕了上來并領先了菲利普，於是菲利普氣急敗壞地用馬鞭使勁抽打自己的馬匹，然後馬匹將菲利普給甩出了賽場，芭比和駿馬贏得了最终的勝利。事後，芭比秉持愛它就給它自由的理念，將駿馬放歸大自然，讓它和它的同伴在一起。就這樣，芭比和姐妹們結束了暑假，返程回家。

## 配音員
| 角色                       | 英語原聲        | 國語配音 | 國語配音 | 國語配音 |
| 角色                       | 英語原聲        | 中国大陆 | 台湾     |          |
| -------------------------- | --------------- | -------- | -------- | -------- |
| 芭比（Barbie）             | 凱莉·謝里丹     | 锺薇     | 傅其慧   |          |
| 思佩（Skipper）            | 卡茲米·伊凡斯   | 小雲     | 丘梅君   |          |
| 思倩（Stacie）             | 克莱尔·科利特   | 周秀娜   | 雷碧文   |          |
| 小凱莉（Chelsea）          | 阿什林·德拉蒙德 | 赵冰冰   | 夏乙田   |          |
| 播報員（Announcer）        | 科林·默多克     | 维亚     | 符爽     |          |
| 瑪琳姑媽（Marlene）        | 亚历克斯·凱莉   | 李俊英   | 鄭仁麗   |          |
| 艾提安（Etienne）          | 科林·默多克     | 大牛     | 夏治世   |          |
| 喬納斯（Jonas）            | 科尔·霍华德     | 维亚     | 蔣鐵城   |          |
| 馬麗（Marie）              | 珊农·陈-肯特    | 黄诗琦   | 黃珽筠   |          |
| 麥斯（Max）                | 塔碧莎·卓曼     | 儀儀     | 鄧志權   |          |
| 菲利普（Philippe）         | 彼得·科拉米斯   | 张立昆   | 陳宗岳   |          |
| 亞寶（Albain）             | 加布·休斯       | 大牛     | 丘台名   |          |
| 雪内夫人（Madame Cheynet） | 玛克辛·米勒     | 静熙     | 陳淑珠   |          |
| 西奥（Theo）               | 西奥·贝尔       | 韬镝     | 林家麒   |          |

## 主题歌
You're The One
创作：Jeannie Lurie, Gabriel Mann, Rob Hudnut
演唱：Heavynn Gates

## 配音譯製人員
中国大陆國語版工作人員
- 翻译/对白领班：蔡济生
- 对白录音师/对白编写：黄达夫
- 制作统筹：郑慧明
- 国际项目统筹：Chrystel Alard, Angela Sa

台灣國語版工作人員
- 翻譯：劉惠嵐
- 對白領班/對白編寫：夏治世
- 對白錄音師：蔡怡瑩
- 執行製作：練雪琪
- 製作統籌：王紀盛
- 國際專案統籌：Chrystel Alard, Angela Sa

## 外部連結
- 芭比姐妹與小馬 Barbie & Her Sisters in A Pony Tale (DVD) - 傳訊時代多媒體 （页面存档备份，存于）（繁體中文）
- 在Netflix上觀看《芭比姐妹與小馬》
- 互联网电影数据库（IMDb）上《芭比姐妹與小馬》的资料（英文）
- 豆瓣电影上《芭比姐妹與小馬》的資料 （简体中文）
- AllMovie上《芭比姐妹與小馬》的资料（英文）
- 爛番茄上《芭比姐妹與小馬》的資料（英文）